# Ischalis venustula
Ischalis venustula là một loài bướm đêm trong họ Geometridae.